# 南街村龙天庙
南街村龙天庙，俗称刘王祠，位于山西省太原市晋源区晋源街道南街村南门外龙天路，供奉汉文帝刘恒和汉景帝刘启。
每年农历二月初二、七月初五、九月十五，晋源南街村民举办三次“龙天庙会”（祭龙、迎龙、谢龙），祭祀曾龙潜晋阳的刘氏父子。
“龙天庙会”已评为山西省非物质文化遗产。 

## 保护
2011年12月31日，南街村龙天庙公布为第三批太原市文物保护单位。